# Sven Wingquist
Sven Gustaf Wingquist (10. december 1876-17 april 1953) var en svensk maskiningeniør, opfinder og industrialist. Wingqvists banebrydende kugleleje-konstruktioner lagde grunden til Svenska Kullagerfabriken AB (SKF), som han var medgrundlægger af i 1907. Han var selskabets første administrerende direktør fra grundlæggelsen og frem til 1919 og var dets bestyrelsesformand fra 1938-53.

## Baggrund og karriere
- Uddannet ved Ørebro tekniska elementarskola
- Tekstilmand ved John Lennings vävskola i Norrköping (1894-95).
- I praktik ved Gävle mekaniska verkstad samt ved forskellige værksteder i USA (1895-96).
- Ansat som ingeniør ved Jonsereds Fabriker (1896-99).
- Ansat som driftsingeniør ved Gamlestadens Fabriker AB i Gøteborg, hvor han fik ansvaret for reparationsværkstedet og dampmaskinecentralen.[1] (1899-)
- Administrerende direktør for SKF (1907-19).
- Bestyrelsesformand (1938-53).

Som ung driftsingeniør ved Gamlestadens Fabriker fik han til opgave at løse problemet med de gentagne driftsstop forårsaget af ødelagte lejer på fabrikkens lange drivaksler. Man blev efterhånden klar over at dette skyldtes sætninger og forskydninger i jorden under fabrikken.. Knapt målbare forskydninger i lejernes stilling resulterede i at store kræfter indvirkede på de på den tid i princippet helt faste kuglelejer, som til slut gav efter og sprak. Lejerne, som i alt overvejende grad var af tysk fabrikat, var også af underlødig kvalitet.
Wingquists forsøg på at løse leje-problemerne faldt i nogen grad sammen med de intensive diskussioner om forskellige lejetyper som foregik i tekniske kredse, særligt i Tyskland. Metallurgi-professor Richard Stribeck havde på foranledning af DWF (Deutsche Waffen- und Munitionsfabrik) i 1899 udgivet en rapport i 1902 som på et videnskabeligt grundlag foretog en sammenligning af glide- og kuglelejer. Rapporten blev et gennembrud indenfor kugleleje-teknikken, fordi Stribeck, i modsætning til gængs opfattelse, kunne påvise store tekniske fordele ved kuglelejer frem for glidelejer. Wingquist fulgte nøje med i disse diskussioner og forstod tidligt at der fandtes store muligheder for udvikling indenfor kugleleje-teknikken. Han afholdt en række foredrag indenfor emnet i de førende ingeniørforeninger i Gøteborg, hvor han påviste de tekniske fordele ved kuglelejer, baseret på Stribecks rapport og den udvikling som foregik i fremfor alt Tyskland.
For at kunne arbejde mere effektivt med lejeproblemerne, indrettedes på Wingquists initiativ et mindre eksperimentelt værksted på fabriksområdet, hvor forskellige lejetyper og stålkvaliteter kunne afprøves under kontrollerede forhold. Dette førte så småt til en række forskellige lejetyper og allerede i 1906 søgte han om patent for et 1-rækket, selvregulerende kugleleje med sfærisk form på yderringens løbebane (svensk patent nr. 24160), men som havde den ulempe at det ikke kunne holde til aksiel belastning på grund af kile-virkningen på kuglerne, og lejetypen blev derfor aldrig fremstillet i større mængde.

### Grundlæggelsen af SKF
Wingquist og ledelsen på Gamlestadens Fabriker forstod hurtigt, at et lille eksperimenterende værksted med begrænsede ressourcer ikke ville være tilstrækkeligt for at kunne arbejde videre med de stadig mere avancerede konstruktioner, som Wingquist havde på tegnebrættet. Der burde være mulighed for en selvstændigt kugleleje-virksomhed,- noget som Wingquist tidligt havde gjort opmærksom på, men ikke vundet gehør for. På initiativ af Wingquist blev Svenska Kullagerfabriken (SKF) derfor grundlagt, i begyndelsen som datterselskab til Gamlestadens Fabrikers AB.
Ved et bestyrelsesmøde på Gamlestadens Fabriker den 16. februar 1907 besluttede Axel Carlander og Knut J:son Mark at skyde kapital i foretagendet. Sven Wingquist blev udset til administrerende direktør og teknisk chef.